# Uloborus llastay
Uloborus llastay es una especie de araña araneomorfa del género Uloborus, familia Uloboridae. Fue descrita científicamente por Grismado en 2002.
Habita en Argentina.